# Éditions Isabelle Sauvage
 (janvier 2024).
Les éditions Isabelle Sauvage est une maison d'édition française basée à Plounéour-Ménez, dirigée par Isabelle Sauvage et Alain Rebours,.

## Description
La maison d'édition est créée en 2002, par Isabelle Sauvage, typographe à Plounéour-Menez. La maison d’édition réalise des livres d’artistes en tirage limité. En 2008, la maison d'édition publie des petits livres ciselés en offset, avec des couvertures de matières diverses. La maison d'édition publie, huit à dix titres par an. Elle présente sept collections.
Depuis 2012, elle publie les recueils de poésie de Laurine Rousselet.
En 2017, Sika Fakambi conçoit et réalise la collection corp/us avec les éditions Isabelle Sauvage. Cette collection multilingue, pour sa première série de titres, est dédiée à la poésie panafricaine et s'attache à la traduction,. La création des affiches de cette collection est confiée à la graphiste Florence Boudet. Le travail de création sonore, pour les lectures des poèmes, est de Samuel Lietmann.
En 2017, les éditions lancent Les possible(s), festival annuel de poésie à Morlaix,.